# 竹中千里
竹中 千里（たけなか ちさと）は、日本の環境学者、名古屋大学教授、理学博士（名古屋大学）。研究分野は森林環境学で、酸性降下物が森林生態系に与える影響•人工林の荒廃が森林物質循環に与える影響•植物を用いた環境浄化•土地利用の変化が、流域の物質動態に与える影響、等の研究を行っている。石川県出身（10-11p参照）。大気環境学会、日本林学会、日本熱帯生態学会、日本生態学会に所属 。

## 略歴
- 1977年 金沢大学理学部化学科卒業。
- 1979年 金沢大学大学院理学研究科修士課程修了。
- 1982年 名古屋大学大学院理学研究科大気水圏科学専攻博士後期課程修了。
- 1983年 日本人女性研究者として海外の南極観測隊に参加。
- 1985年 (株)富士通研究所勤務。
- 1991年 名古屋大学農学部助手。
- 1997年 名古屋大学農学部助教授。
- 2001年～現在 名古屋大学大学院生命農学研究科教授。

## 著書
- 1996年 水文地形学（共著）（古今書院）
- 2002年 里山の生態学（共著）（名古屋大学出版会）
- 2008年 ヴィエンチャン平野の暮らし（共著）（めこん）
- 2008年 モンスーンアジアの生態史第１巻生業の生態史（共著）（弘文堂）
- 2008年 水・食・身体　モンスーンアジアの生態史第３巻くらしと身体の生態史（共著）（弘文堂）